# PCloud
pCloud ist ein 2014 in der Schweiz gegründeter Filehosting-Dienst für Privatnutzer und Unternehmen. Die Daten werden wahlweise in einem Datenzentrum in der Europäischen Union oder in den USA gespeichert. Während die Muttergesellschaft von pCloud ihren Sitz in der Schweiz hat (pCloud AG bis 2022, seither pCloud International AG), ist das operative Geschäft in Bulgarien beheimatet.

## Geschichte
pCloud wurde 2014 von den Bulgaren Tunio Zafer (CEO bis 2022) und Anton Titov gegründet. Zafer gab 2022 die Geschäftsführung ab, Titov ist weiterhin CTO.
Im Jahr 2019 zählte der Dienst mehr als neun Millionen aktive Nutzer bei 32 Beschäftigten und arbeitete profitabel. Zu Jahresbeginn 2023 waren nach Unternehmensangaben rund 16 Millionen Nutzer angemeldet. Im Mai 2023 zählte der Dienst bereits 18 Millionen Nutzer.

## Funktionsweise
Mit dem Dienst können Dateien auf allen Geräten gesichert und synchronisiert werden. Die Desktop-App (pCloud Drive) verhält sich wie ein virtuelles Laufwerk, wodurch der Umgang mit Dateien so erfolgt, als wären sie lokal gespeichert, ohne dabei Speicherplatz auf der Festplatte zu belegen. Dateien können dabei auch zur Offline-Nutzung markiert werden.
Darüber hinaus unterstützt pCloud die LAN-Synchronisierung, bei der mehrere Geräte im gleichen (Wi-Fi)-Netzwerk die Dateien über das lokale Netzwerk statt über das Internet übertragen können.
Auf Mobilgeräten kann auf die Dateien per App zugegriffen werden und es können automatisch alle Fotos und Videos in die Cloud hochgeladen werden. Die eigenen Medien im sozialen Netzwerk Facebook können per Backup als Sicherheitskopie gespeichert werden. Von anderen Cloud-Speichern der Anbieter Google, Microsoft und Dropbox können die Daten ebenso automatisch gesichert werden.
Zur Anzeige gespeicherter Medien gibt es einen integrierten Mediaplayer sowie eine Diashow-Funktion für Fotos.

## Sicherheit
Als Unternehmen mit Sitz in der Schweiz unterliegt pCloud unter anderem dem schweizerischen Datenschutzgesetz. pCloud erfüllt nach eigenen Angaben alle Anforderungen der europäischen Datenschutz-Grundverordnung (EU-DSGVO), verfügt allerdings nicht über eine EU-Datenschutz-Vertretung gemäß Art. 27 DSGVO. Die Provider der Rechenzentren sind nach Angaben von pCloud gemäß SSAE 18 SOC 2 Typ II & SSAE 16 SOC 2 Typ II zertifiziert und erfüllen die höchste Stufe von physischen und technischen Sicherheitsanwendungen.
Alle Dateien werden serverseitig durch eine Bit-256-AES-Verschlüsselung und eine Reihe von Firewalls geschützt. Bei der Übertragung der Dateien von und zu den Servern wird eine TLS/SSL-Verschlüsselung angewendet.
Als optionale zusätzliche Schutzschicht wurde pCloud Encryption programmiert. pCloud Encryption ist ein zusätzlicher kostenpflichtiger Dienst, der Dateien mittels einer clientseitigen Verschlüsselung nach dem Zero-Knowledge-Prinzip verschlüsselt. Im Crypto-Ordner hinzugefügte sensible Dateien werden vor dem Senden in die Cloud noch auf dem lokalen Gerät des Benutzers verschlüsselt. Der Verschlüsselungsschlüssel (Crypto Pass) für den Crypto-Ordner ist nur für denjenigen verfügbar, der ihn erstellt – den Benutzer. Dies bedeutet, dass pCloud selbst und Dritte diese Dateien nicht ohne das Passwort abrufen können.
Die Anmeldung in das pCloud Konto kann per Zwei-Faktor-Authentifizierung erfolgen, zusätzlich lässt sich die App mit einem Entsperr-Code sichern.

## Hacker-Wettbewerb
Bei einem weltweiten Hackerwettbewerb im Jahr 2015 wurden 100.000 USD als Preisgeld ausgeschrieben. Hacker und Teilnehmer von Top-Universitäten, darunter Berkeley, Boston, MIT und 523 anderen Organisationen hatten es innerhalb sechs Monaten nicht geschafft, das Verschlüsselungssystem von pCloud zu überlisten.

## Rezeption
pCloud wurde zahlreichen Tests unterzogen und in den Medien besprochen.
Die Computerbild testete im Juni 2020 und stellte fest, dass pCloud ein „sehr guter Cloud-Einstieg“ sei, „der dringenden Besserungsbedarf bei Kundenrechten hat“. Im Cloudspeichervergleich des Vergleichsportals Netzsieger im Juli 2020 erreichte pCloud 9,5 von möglichen 10 Punkten. Die Branchen-Webseite mobilegeeks vergibt in allen Bewertungsfeldern mindestens acht von zehn Punkten.
In den «Datenschutz Plaudereien», einem schweizerischen Podcast über Datenschutz, wurde im Mai 2023 diskutiert, wie vertrauenswürdig pCloud ist. Abklärungen und von pCloud veröffentlichte Informationen gaben Anlass für viele offene Fragen.